# مجلة الفيصل العلمية
مجلة الفيصل العلمية هي مجلة علمية عربية تستهدف القارئ باللغة العربية، بدأت أولى إصداراتها في ربيع الآخر 1424هـ / يونيو 2003م، من مركز الملك فيصل للبحوث والدراسات الإسلامية.  ثم أصبحت تصدر من جائزة الملك فيصل بدءًا من العدد 62 في رجب 1442 /مارس 2021م، ولا يزال إصدارها مستمرًا من خلال جائزة الملك فيصل.
تصدر مجلة الفيصل العلمية بشكل دوري كل 3 أشهر، وتهدف إلى نشر أخبار العلوم وتقديم الجديد فيها عالميًا، وتسليط الضوء على الإسهامات العلمية للفائزين بجائزة الملك فيصل في الطب والعلوم، كما تُغطي المجلة الاكتشافات العلمية بشكل عام، وموضوعات يهم القارئ المختص وغير المختص الاطلاع عليها في مختلف المجالات العلمية من أجل إثراء المحتوى الثقافي العلمي العربي.  
يحرص فريق التحرير في المجلة على تقديم مجلة علمية تواكب المستجدات العلمية، وتسهم في تأسيس التفكير العلمي المنهجي في العالم العربي، ورفع وعي المجتمع بأهمية العلوم ودورها في تحقيق التنمية المستدامة.  ويرأس تحرير المجلة الدكتور عبد العزيز السبيل الأمين العام لجائزة الملك فيصل، ولها لجنة علمية إشرافية تضم كادرًا من المختصين من ذوي الخبرة والكفاية العلمية، تشرف على جودة المادة العلمية المنشورة فيها، وتحرص على الالتزام بتحقيق أهداف المجلة والعمل على تطويرها.

## وصلات خارجية
- الموقع الرسمي
- أرشيف مجلة الفيصل من العام 1978م إلى العام 2020م